# Liste des types de navires
Cette liste donne une présentation rapide et illustrée de différents types de navires ; pour une liste plus complète, se reporter à la liste alphabétique des types de bateaux ; pour l'article encyclopédique, consulter Bateau.

## Navires historiques
| Nom                         | Description | Illustration                                          |
| --------------------------- | --- | ----------------------------------------------------- |
| Pirogues                    | Les pirogues sont les embarcations les plus anciennes connues, sous la forme de radeaux monoxyles ; elles ont ensuite évolué pour recevoir des voiles, un balancier, ou divers emménagements comme pour les pinasses. | Pirogue pour deux personnes au Mali                   |
| Bateaux de l'Égypte antique | Les Égyptiens maitrisaient déjà la construction de voiliers, à l'origine construits en papyrus pour les plus petits et en cèdre (polyxyle) pour les plus grands. La barque solaire reste le plus ancien bateau entièrement retrouvé. | Voyage vers Abydos - Tombeau de Menna                 |
| Galères                     | Ces navires militaires à voiles et à rames étaient mûs par des galériens aux bancs de nage. Elles ont été utilisées pendant l'Antiquité greco-romaine (les trières, les plus efficaces, ayant succédé aux pentécontères, et précédant les quinquérèmes) ; elles ont reparu sous la forme de dromons dans l'empire byzantin ou de galéasses à l'époque classique (après 1300). | Une trière grecque                                    |
| Bateaux viking              | Construits avec des coques à clin et disposant d'une unique voile carrée, leur gréement rudimentaire n'a pas empêché de grandes conquêtes et explorations. Les knørr étaient les plus grands navires marchands et les dreki et les snekkars les navires de guerre, avec ses figures de proue et de poupe. | Schéma de profil d'un langskip                        |
| Jonques                     | Existant dès le IIIe millénaire av. J.-C., les jonques sont les bateaux utilisés en Chine, dotés de coques compartimentées et de voiles lattées. Certaines jonques atteignaient des proportions gigantesques au XVe siècle, et bénéficiaient des avancées technologiques en Asie, notamment le gouvernail et la boussole. | Jonque du XIIIe siècle                                |
| Caraques                    | Les cogues du XIVe siècle puis les caraques et les caravelles du XVe siècle sont munis de tours puis de superstructures leur permettant d'affronter la haute mer, de même que leur gréement à plusieurs mâts ; l'artillerie et les sabords renforcent leur rôle militaire. Elles sont remplacées par les galions et les flûtes. | Gréement de caraque                                   |
| Atakebunes                  | L'Atakebune' était le plus grand des types de navires construits au Japon aux XVIe siècle et XVIIe siècle ; préfigurant le navire de ligne voire le cuirassé européen, ils étaient propulsés à la rame et dotés de canons, devenant de fait de véritables « forteresses flottantes ». | Atakebune du XVIe siècle                              |
| Galions                     | Cette évolution de la caraque possède 3 à 5 mâts, avec une coque plus fine et plus stable à la fois. Très coûteux, ils étaient surtout utilisés pour le commerce. Ils ont été utilisés du XVIe au XVIIIe siècle avant d'être supplantés par les clippers pour le commerce et les navires de lignes pour la guerre. | Réplique d'un galion                                  |
| Chebecs                     | Le chébec ou chebek était un petit bateau méditerranéen. D'origine hispano-arabe, il servait pour le commerce ou la guerre. Très fin et très rapide, il naviguait à la voile et à l'aviron. Il pouvait porter des canons sur ses bords, contrairement aux galères et il était gréé en trois-mâts avec des voiles latines ou carrées. Il fut intensément utilisé aux XVIIe et XVIIIe siècles avant de disparaître au XIXe siècle. | Un chebec à voiles latines du début du XVIIIe siècle. |
| Flûtes                      | Les flûtes étaient des navires de charge néerlandais équipés de trois mâts aux voiles carrées apparu à la fin du XVIe siècle. Optimisé pour le transport, peu coûteux à produire, la flûte fut un facteur important dans l'essor du commerce maritime des Pays-Bas aux XVIIe et XVIIIe siècles. Très solide, elles naviguèrent sur toutes les mers du monde et connurent aussi des utilisations militaires dans la marine néerlandaises ou pour la Compagnie des Indes. Au XVIIIe siècle, le terme s'appliqua aussi à des vaisseaux de ligne « armés en flûte » pour le transport de troupes. | Une flûte néerlandaise au XVIIe siècle.               |
| Gabares                     | Ces trois-mâts étaient destinés au transport de marchandises au XVIIIe et XIXe siècle, mais ont également été utilisés pour l'exploration scientifique en raison de leurs excellentes capacités marines. | Notre-Dame de Rumengol                                |
| Navires de ligne            | Les navires de ligne sont une évolution directe du galion, conçus pour opérer suivant une ligne de bataille. Entièrement destinés à la guerre, ils disposent d'une grande puissance de feu et donnent naissance au Man'o'war britannique et au vaisseau de 74 canons français. Marquant l'apogée de la marine de guerre à voiles, ils évolueront en bâtiment de ligne (cuirassés et croiseurs de bataille) | Le Bucentaure contre le HMS Temeraire à Trafalgar.    |
| Clippers                    | Les clippers étaient des trois-mâts très rapides, utilisés pour le commerce à l'apogée de la marine à voile. Leurs coques fines et leur grande manœuvrabilité leur ont conféré une grande supériorité, qui ne s'est éteinte qu'avec l'arrivée des grands voiliers en fer puis de la vapeur, prélude aux navires de commerce modernes. | Le Cutty Sark en cale sèche à Greenwich               |

## Navires actuels

### Navires de commerce

#### Navires cargo
| Nom                    | Description | Illustration                          |
| ---------------------- | --- | ------------------------------------- |
| Cargos polyvalents     | Les plus basiques des navires cargos, ils peuvent transporter de tout, et en particulier des marchandises emballées conventionnellement (sacs, ballots, caisses…) ; ils sont souvent utilisés au cabotage. | Le Pavel Korchagin à Brest            |
| Cargos à voile         | Voiliers anciens ou modernes conçus pour le transport de marchandises. | L'Anemos de TOWT à Concarneau         |
| Chimiquiers            | Pouvant transporter une grande variété de produits, ils disposent de nombreuses citernes et de tuyautages séparés, ainsi que de systèmes de chauffage. Ils sont soumis à des normes de sécurité drastiques. Voir aussi Asphaltier, Phosphoriquier, Soufrier.                                                                          | Le Fiona Swan à Lorient               |
| Gaziers                | Répartis entre méthaniers et butaniers, ils transportent du gaz naturel ou du gaz de pétrole liquéfié, à très basse température ; ils représentent le summum de la haute technologie sur mer. | Le méthanier LNG Rivers à Brest.      |
| Navires citernes       | Navires transportant des produits liquides dans des citernes ; on trouve les huiliers, pinardiers, bitumiers… selon le type de produit transporté. | Le Keilir                             |
| Navires frigorifiques  | Petits, élégants et rapides, souvent peints en blanc, ils transportent des denrées périssables : bananes, agrumes, viande, poisson… à basse température. | Le Salica Frigo                       |
| Pétroliers             | Navires citernes transportant du pétrole ; les transporteurs de pétrole brut sont les plus grands, dépassant 100 000 tonnes et atteignant de grandes proportions ; les transporteurs de produits raffinés sont plus petits. Voir aussi : Bitumier, FPSO, FSO.                                                                         | Le supertanker AbQaiQ                 |
| Porte-conteneurs       | Navires transportant exclusivement des conteneurs ; apparus récemment, ils transportent près de 11 milliards de tonnes de marchandises chaque année, soit 85 % du commerce mondial. Puissants et rapides. | Le Nedlloyd Barentsz près de Hambourg |
| Rouliers               | Ils embarquent des marchandises roulantes : camions, remorques, voitures… grâce à une rampe et de grands espaces de garage. Selon les lignes, ils peuvent aussi transporter des passagers. Voir aussi : Transporteur de véhicules. | Le Tychy, roulier polonais            |
| Vraquiers              | « Chevaux de trait » des mers, ils transportent de marchandises solides en vrac comme des granulats, des céréales, du charbon, etc. Ils forment 19 % du tonnage de commerce mondial. Voir aussi : BIBO, Charbonnier, Cimentier, Céréalier, Grumier, Minéralier, Phosphatier.                                                          | Le Maciej Rataj, vraquier Handymax    |
| Navire à double-action | Un navire à double action est un type de navire conçu pour opérer en marche avant en eaux-libres et en marche arrière dans la glace. Ainsi, le navire peut naviguer de façon autonome dans des conditions de glace difficiles mais également rivaliser avec la performance des navires traditionnels quand il navigue en eaux-libres. |                                       |

#### Navires à passagers
| Nom                                           | Description | Illustration                                         |
| --------------------------------------------- | --- | ---------------------------------------------------- |
| Bacs                                          | Bateaux à fond plat utilisés pour traverser les cours d'eau, un estuaire ou un bras de mer, là où un pont n'est pas possible ou économique ; certains sont amphidromes, ou transportent des véhicules. | Le MF Bastø III norvégien                            |
| Bateaux-omnibus                               | Les bateaux-omnibus (appelés à Paris bateaux-mouches) sont utilisés dans les grandes villes fluviales comme attraction touristique et moyen de découvrir la ville. | Bateau-omnibus sur la Seine à Paris                  |
| Ferrys                                        | Servant à traverser des mers ou estuaires, ils transportent souvent des voitures et camions en plus des passagers. | Le Amorella en Suède                                 |
| Liners                                        | Les liners ou paquebots assuraient le transport de voyageurs pour de longs voyages, et notamment pour la traversée de l'Atlantique. Maintenant remplacés par les avions pour les voyages et les navires de croisière, seul un transatlantique est encore en service, le Queen Mary 2. | Le Queen Mary 2                                      |
| Navires à grande vitesse                      | Ces ferrys à haute vitesse peuvent être des monocoques à coque fine ou des catamarans. En service sur les lignes très fréquentées ou rentables, ils utilisent des hydrojets pour la propulsion. | Le Hanse Jet à Helgoland                             |
| Navires de croisière                          | Ces hôtels flottants proposent des croisières d'une ou plusieurs semaines, souvent vers les Caraïbes ou autres destinations réputées « exotiques ». Les plus grands transportent plus de 4000 passagers. | Le AIDA Cara partant de Helsinki                     |
| Navire de plaisance à utilisation commerciale | Ces navires sont conçus pour la plaisance mais pratiquent une activité commerciale de transport de passagers au temps, ou au voyage, ou encore par une billetterie de passage. Ces yachts sont limités à un nombre de 12 passagers transportés (en plus des membres d'équipage) dans toutes les zones océaniques et à 30 personnes en tout dans les voiliers naviguant exclusivement dans les eaux nationales de France. | Transport de passagers dans un bateaux de plaisance. |

#### Navires de services spécialisés
| Nom                                | Description | Illustration                                                |
| ---------------------------------- | --- | ----------------------------------------------------------- |
| Brise-glaces                       | Ils ouvrent des passages dans la glace, pour dégager des ports ou laisser passer d'autres navires derrière eux. Ils possèdent une coque renforcée, une étrave spécialement conçue et de puissants moteurs. Certains peuvent aussi embarquer des marchandises ou remorquer des navires.                                                                       | Le brise-glace russe Yamal à propulsion nucléaire           |
| Câbliers                           | Ils sont spécialisés dans la pose, le relevage et la maintenance des câbles de communication sous-marins. Ils disposent de puissants treuils et de tambours de stockage. | Le câblier Île de Bréhat à Brest                            |
| Dragues                            | Elles extraient les matériaux du fond afin de maintenir une profondeur minimum dans les chenaux d'accès, ports et estuaires, ou pour créer des remblais artificiels. Selon les méthodes et la nature du fond, les dragues peuvent découper, aspirer ou ramasser les matériaux. On trouve des dragues à disque désagrégateur, à godets ou à élinde traînante. | Drague à élinde traînante Cap Croisette à Port-la-Nouvelle. |
| Heavy-lifts                        | Ils servent à transporter des charges lourdes ou encombrantes comme des plates-formes pétrolières, d'autres navires, des grues, des éoliennes, etc. Les semi-submersibles ont de plus la possibilité de s'immerger afin de se placer sous leur cargaison. | Le Swan transportant des sections de pont.                  |
| Navires de ravitaillement offshore | Utilisés pour servir les plates-formes pétrolières au large, ils servent d'une part à ravitailler ces plates-formes (nourriture, équipement), d'autre part à les remorquer et à déplacer leurs ancres (cas des AHTS). | Le Husky, AHTS norvégien                                    |
| Navires océanographiques           | Ils sont utilisés pour la recherche scientifique en mer, et sont donc dotés de nombreux équipements de mesure pour les chercheurs embarqués. Spécialisés dans l'océanographie mais aussi dans la recherche sismique, ils sont fréquemment employés par l'industrie pétrolière.                                                                               | Ancienne frégate météorologique France I                    |

#### Navires de services
| Nom                       | Description | Illustration                                                     |
| ------------------------- | --- | ---------------------------------------------------------------- |
| Baliseurs                 | Chargés de la pose et l'entretien des balises (et autres signaux de navigation), ils peuvent aussi être chargés d'autres rôles comme la lutte anti-pollution. Ils se reconnaissent à leur grue unique et à leur pont dégagé facilitant la mise à l'eau. | Le Roi Gradlon, ancien baliseur français                         |
| Bateaux de lamanage       | Ces petites embarcations sont utilisées pour porter les amarres d'un navire à terre pendant un amarrage à quai. Ils disposent parfois d'une cabine. | Deux bateaux de lamanage de Rotterdam                            |
| Bateaux de sauvetage      | Ils sont utilisés pour porter secours aux naufragés ou personnes en difficulté près des côtes, même par mauvais temps : de construction robuste et rapides, beaucoup sont même auto-redressables. | Canot de sauvetage britannique de la RNLI, basé à Poole          |
| Bateaux-phares            | Ces bateaux servaient de marques de balisage là où l'édification d'un phare était dangereuse et difficile, comme près de bancs de sable. Généralement non propulsés, ils disposent d'ancres solides et sont surmontés d'un feu. Leur usage est devenu plus restreint avec la navigation moderne.                                                              | Bateau-feu allemand Elbe 1                                       |
| Bateaux-pompes            | Ils servent à lutter contre les incendies grâce à de puissantes pompes ; en opération dans les ports et parfois près de terminaux pétroliers, il s'agit souvent de remorqueurs. | Bateau-pompe du port de Rotterdam                                |
| Bateaux pilotes           | Aussi appelés pilotines, ils transportent les pilotes jusqu'aux navires arrivant dans un port afin de les guider. Ils sont petits et rapides, souvent propulsés par hydrojets. | bateau-pilote du port du Havre                                   |
| Embarcations de sauvetage | Il s'agit des bateaux permettant l'abandon de grands navires et en particulier des navires à passagers, en cas de catastrophe. Les plus simples sont simplement des radeaux de sauvetage tandis que l'on trouve des embarcations à chute libre sur les cargos.                                                                                                | Suite d'embarcations de sauvetage sur le ferry Scandinavia.      |
| Remorqueurs               | Bateaux relativement petits mais très puissants, ils peuvent tirer et pousser d'autres navires, en général pour les opérations portuaires, mais aussi pour le remorquage en haute mer, le sauvetage ou l'escorte de pétroliers. Leur forme ronde, leurs protections et leur espace de pont arrière dégagé pour passer la remorque les distinguent facilement. | Le De Da chinois, un des remorqueurs les plus puissants au monde |

### Navires de guerre
| Nom                                   | Description | Illustration                                                              |  |
| ------------------------------------- | --- | ------------------------------------------------------------------------- |  |
| Aéroglisseurs                         | Utilisé comme navire de débarquement à coussin d'air. Son mode de propulsion permet une réduction du temps de transition entre les navires et la plage, ainsi que son déploiement sur plus de 70 % des côtes du globe | Aéroglisseur de débarquement de la force maritime d'auto-défense du Japon |  |
| Bâtiments de débarquement             | Ces bâtiments servent à débarquer sur un rivage ne possédant pas de port accessible. Ils peuvent contenir des unités terrestres, mises à terre par des chalands de débarquement. Plusieurs types de bâtiments de débarquement peuvent se voir réunis dans un groupe amphibie. | Le BPC Mistral français, bâtiment d'assaut amphibie                       |  |
| Chasseurs de mines                    | Ils servent à détruire les mines dans un champ de mines, en les détectant au sonar et en les faisant exploser (ou en les désactivant) avec un robot sous-marin. Comme les dragueurs de mines qu'ils remplacent progressivement, leur coque est conçue pour résister aux chocs et être difficilement détectable.                                                                                                   | Le HMS Bangor britannique                                                 |  |
| Corvettes                             | D'un tonnage intermédiaire (entre les avisos et les frégates), les corvettes sont conçues pour la protection de quelques navires ou la défense côtière. Elles sont utilisées principalement par de petites nations, pour des espaces restreints. Elles peuvent parfois embarquer un hélicoptère, et certaines sont furtives.                                                                                      | Le SAS Mendi sud-africain, corvette furtive                               |  |
| Croiseurs                             | Il s'agit des plus grands navires de combat, après les porte-aéronefs. Puissants et multifonctions, ils sont maintenant spécialisés dans la lutte anti-aérienne (croiseurs AEGIS) ou remplacés par les destroyers. | Le USS Vicksburg                                                          |  |
| Cuirassés                             | Navires principaux des groupes de combat entre les deux guerres mondiales, leur utilisation a décliné avec la croissance de la menace sous-marine et aérienne. Avec les croiseurs de bataille, ils étaient des navires de ligne. | Le USS Iowa tire une salve                                                |  |
| Destroyers                            | Les destroyers ont pour rôle la protection d'une flotte et la destruction de menaces navales ennemies, et peuvent aussi passer à l'attaque contre des bâtiments ennemis. Avec le déclin des croiseurs, leur tonnage et leur autonomie s'est vue accrue. Voir aussi : Escorteur | Le HMS Southampton britannique                                            |  |
| Dragueurs de mines                    | Ils interviennent sur les champs de mines avec une drague qui cisaille les orins des mines et les fait exploser ou avec des dragues magnétiques ou acoustiques pour détruire les mines à influences. Ils sont construits avec des matériaux non ferreux pour réduire la signature magnétique et sont particulièrement résistants aux chocs. Les chasseurs de mines ont peu à peu remplacé les dragueurs de mines. | Le Fische allemand des années 1970                                        |  |
| Frégates                              | Elles constituent "l'épine dorsale" des marines modernes. les frégates protègent les autres navires de guerre et marchands des menaces sous-marines ou aériennes. Certaines frégates récentes sont furtives. Voir aussi : Aviso | La frégate américaine USS Bronstein                                       |  |
| Navires collecteurs de renseignements | Ces bâtiments collectent des signaux afin d'aider les services de renseignement et d'intercepter les communications ennemies. Ils peuvent intercepter les ondes radio (COMINT), radar (ELINT) ou les deux (SIGINT) | Le Dupuy de Lôme français                                                 |  |
| Patrouilleurs                         | Bâtiments de faible tonnage aussi appelés « vedettes », ils assurent la protection des côtes contre les navires ainsi que des missions de police, quand ils sont utilisés par les garde-côtes. | PT Boat americaine 1943                                                   |  |
| Porte-avions                          | Véritables bases aériennes flottantes, ils sont les navires principaux des groupes de combats des grandes marines, alliant une grande puissance à une longue portée. Ils ont aussi besoin de nombreux navires de soutien et de protection. Seuls 2 pays en possèdent à propulsion nucléaire (France et États-Unis).                                                                                               | Le USS Eisenhower                                                         |  |
| Porte-hélicoptères                    | De dimensions plus réduites que les porte-avions, ils ne transportent que des hélicoptères. Ils ont été utilisés par les marines de moyenne importance, mais sont souvent remplacés par des bâtiments de débarquement. Voir aussi : Porte-aéronefs | La Jeanne d'Arc française                                                 |  |
| Repêcheur de torpille                 | Ce sont principalement des auxiliaires de la marine utilisés pour le développement de nouvelles torpilles navales et lors de tirs d'essais avec des torpilles d'exercice. Ces engins sont conçus pour suivre et surveiller la torpille et pour pouvoir localiser et récupérer la torpille usée pour analyse et remise à neuf pour la réutilisation et empêcher ainsi toute rétro-ingénierie.                      | Projet 368T de la marine russe                                            |  |
| Sous-marins d'attaque                 | Leur rôle est de détruire les forces sous-marines ou de surface ennemies grâce à des torpilles ou des missiles. Ils peuvent également poser des mines ou infiltrer des forces spéciales. | Le Casabianca                                                             |  |
| Sous-marins lance-missiles            | Il peut s'agir des lanceurs de missiles de croisière, qui peuvent lancer des missiles anti-navires ou anti-cibles terrestres, ou bien des lanceurs d'engins balistiques, dont les missiles sont à charge nucléaire, dans un rôle de dissuasion. | L'USS Wyoming, sous-marin lanceurs d'engins balistiques américain         |  |
| Pétroliers-ravitailleurs              | Ce sont des bâtiments chargés du ravitaillement en mer des autres navires en carburant, vivres et personnel | Le Var et le Meuse (à l'arrière plan) à Toulon                            |  |
| Vedette-torpilleurs                   | Type de torpilleur caractérisé par une vitesse de déplacement maximale pour cette puissance de feu, au détriment d'autres facteurs comme le blindage ou le rayon d'action. | Vedette-torpilleurs de retour de patrouille                               |  |

### Navires de pêche
| Nom               | Description | Illustration                                               |
| ----------------- | --- | ---------------------------------------------------------- |
| Bateau ostréicole | Utilisés pour l'élevage des huitres, des moules, ils possèdent un faible tirant d'eau pour pouvoir se déplacer dans de faibles profondeurs, un pont bas et des grues afin de faciliter le chargement de sacs. | Bateau ostréicole breton                                   |
| Chalutiers        | Utilisant un chalut, ils capturent près de la moitié du tonnage mondial de poissons. On les distingue grâce aux apparaux de manœuvre du chalut, souvent à l'arrière. S'il existe de petits chalutiers artisanaux, on trouve aussi d'énormes navires-usines pouvant pêcher plusieurs dizaines de tonnes de poisson par jour. | Le Arosa Quince à Tromsø en Norvège                        |
| Thoniers          | Ils pêchent des thons, historiquement avec des madragues, ou des lignes, mais actuellement plutôt avec une senne, les coups de senne peuvent emprisonner jusqu'à 250 tonnes de poisson en une seule fois. | Le Albatun Dod, thonier senneur congélateur aux Seychelles |
| Baleiniers        | Utilisés pour la chasse à la baleine, équipé pour la capture (en utilisant des harpons) et le traitement de la chair en huile notamment. | Le Albatun Dod, thonier senneur congélateur aux Seychelles |